# Sojus MS-05
Sojus MS-05 ist eine Missionsbezeichnung für einen 2017 durchgeführten Flug des russischen Raumschiffs Sojus zur Internationalen Raumstation. Im Rahmen des ISS-Programms trug der Flug die Bezeichnung ISS AF-51S. Es war der 51. Besuch eines Sojus-Raumschiffs an der ISS und der 157. Flug im Sojusprogramm.

## Besatzung

### Hauptbesatzung
- Sergei Nikolajewitsch Rjasanski (2. Raumflug), Kommandant (Russland/Roskosmos)
- Randolph Bresnik (2. Raumflug), Bordingenieur (USA/NASA)
- Paolo Nespoli (3. Raumflug), Bordingenieur (Italien/ESA)

### Ersatzmannschaft
- Alexander Alexandrowitsch Missurkin (2. Raumflug), Kommandant (Russland/Roskosmos)
- Mark Thomas Vande Hei (1. Raumflug), Bordingenieur (USA/NASA)
- Norishige Kanai (1. Raumflug), Bordingenieur (Japan/JAXA)

## Missionsbeschreibung
Die Mission brachte drei Besatzungsmitglieder der ISS-Expeditionen 52 und 53 zur Internationalen Raumstation. Die Mission des ESA-Astronauten Nespoli lief unter der Bezeichnung Vita.
Sojus MS-05 koppelte planmäßig im „Expressmodus“, d. h. nach vier Erdumläufen am russischen ISS-Modul Rasswet an.
In der Zeit ihrer Mission verbrachte Rjasanski bei einem 7 Stunden und 34 Minuten langen Weltraumspaziergang. Bresnik nahm sogar an drei EVAs teil, wobei er eine Gesamtzeit von 20 Stunden und 10 Minuten erreichte.
Das Abdocken erfolgte am 14. Dezember 2017 um 05:14 UTC, damit begann auf der Station die ISS-Expedition 54 mit Alexander Missurkin als Kommandant. Die Landung erfolgte am selben Tag ca. 3 ½ Stunden später in der kasachischen Steppe 148 km südöstlich von Scheskasgan.

## Galerie

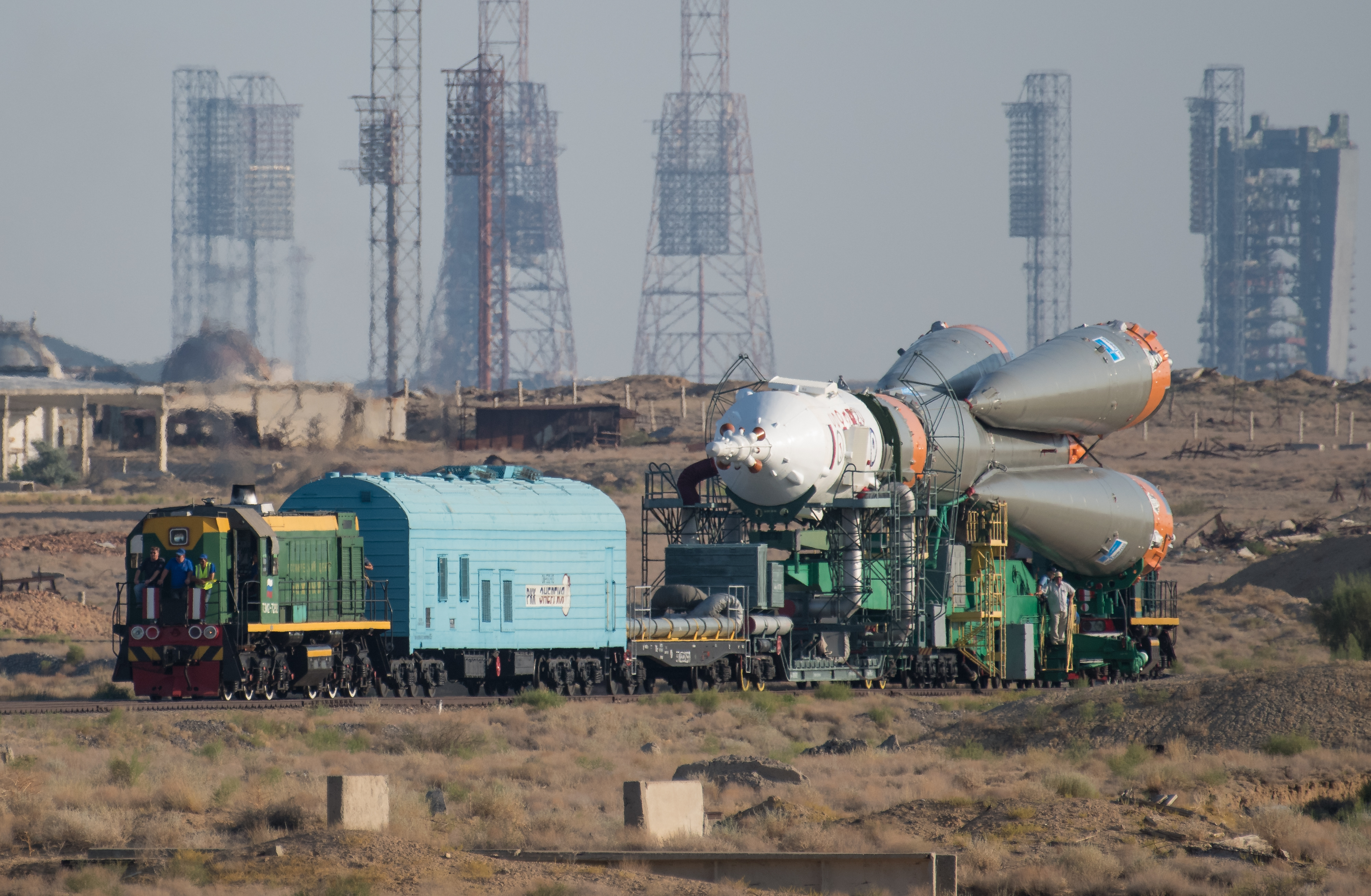
Der Rollout der Rakete am 26. Juli 2017
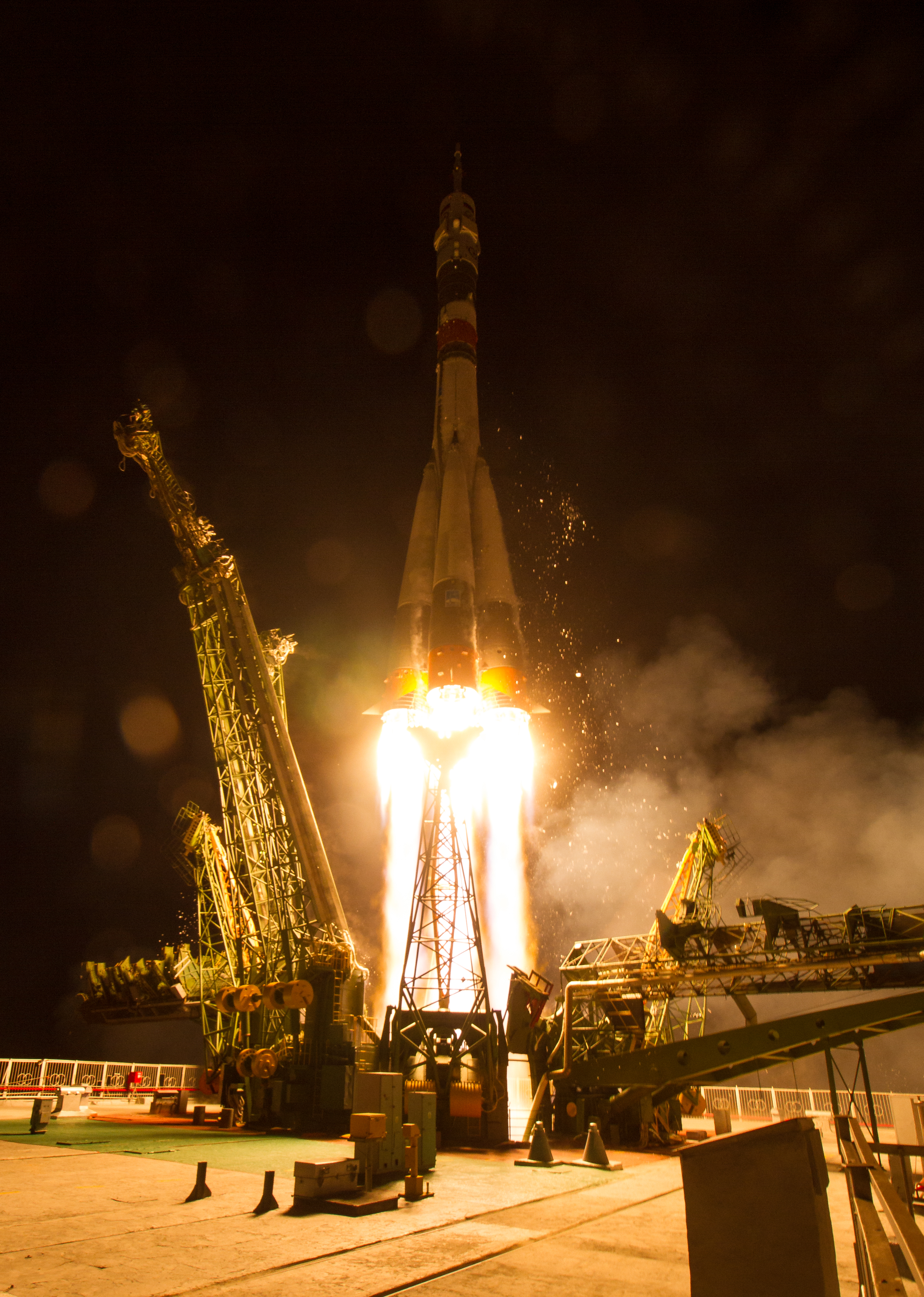
Der Start am 28. Juli
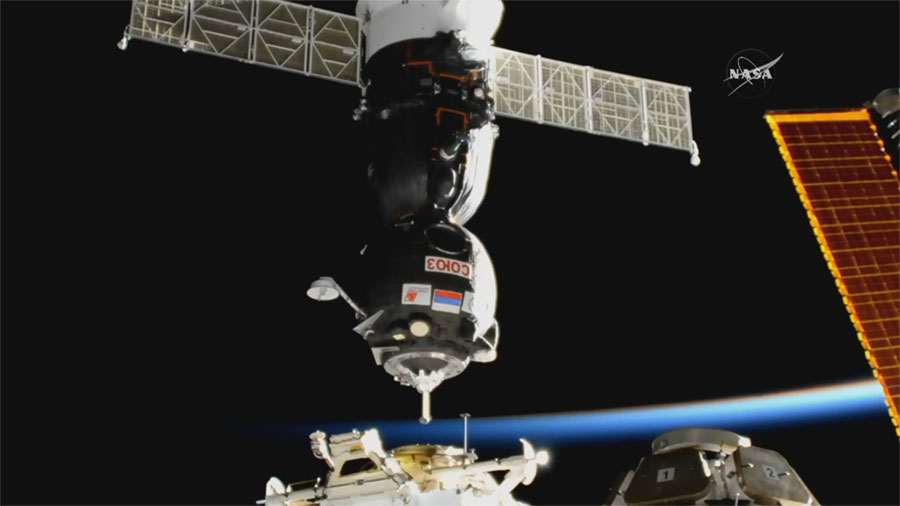
Das Raumschiff kurz vor dem Docken am 28. Juli
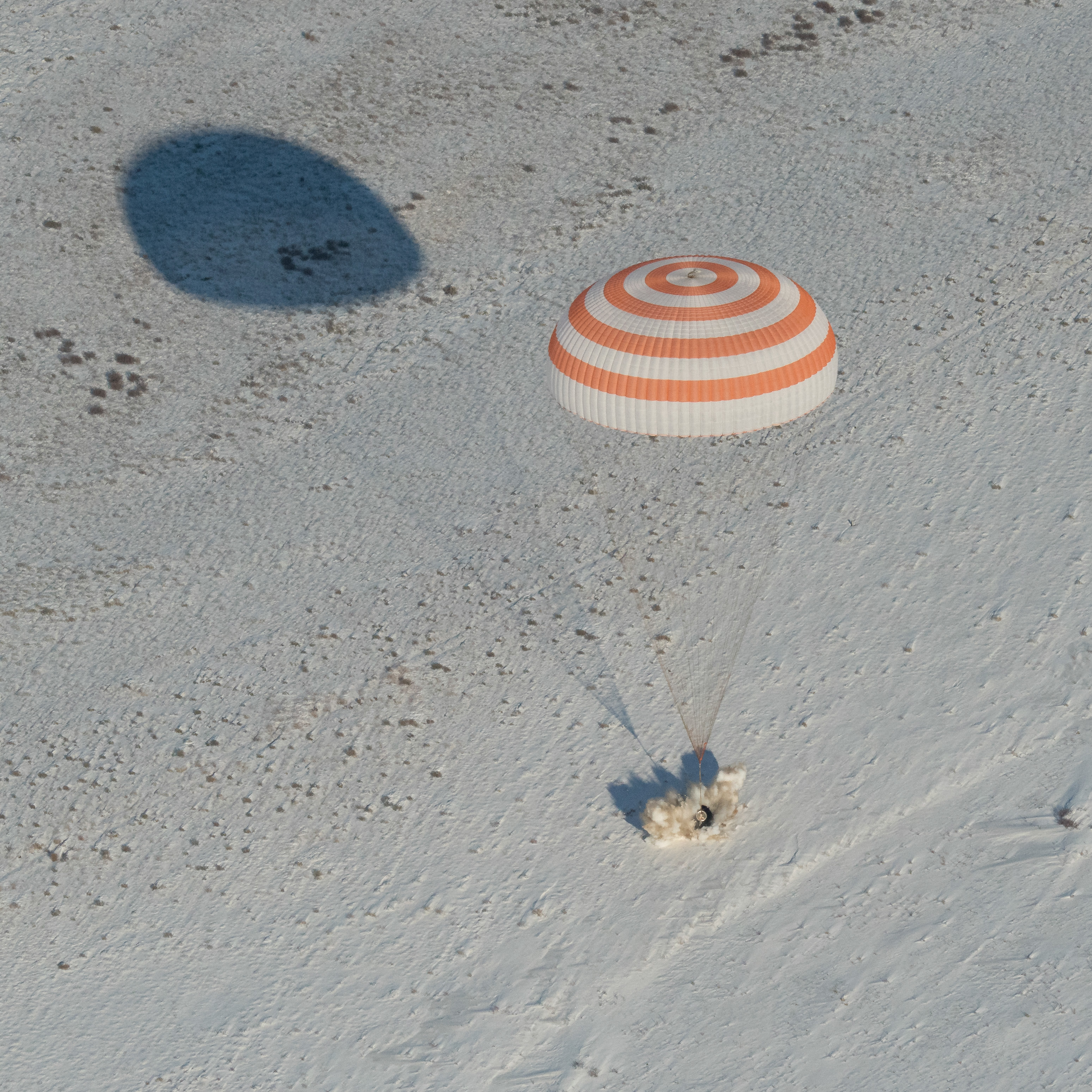
Die Kapsel im Moment der Landung am 14. Dezember
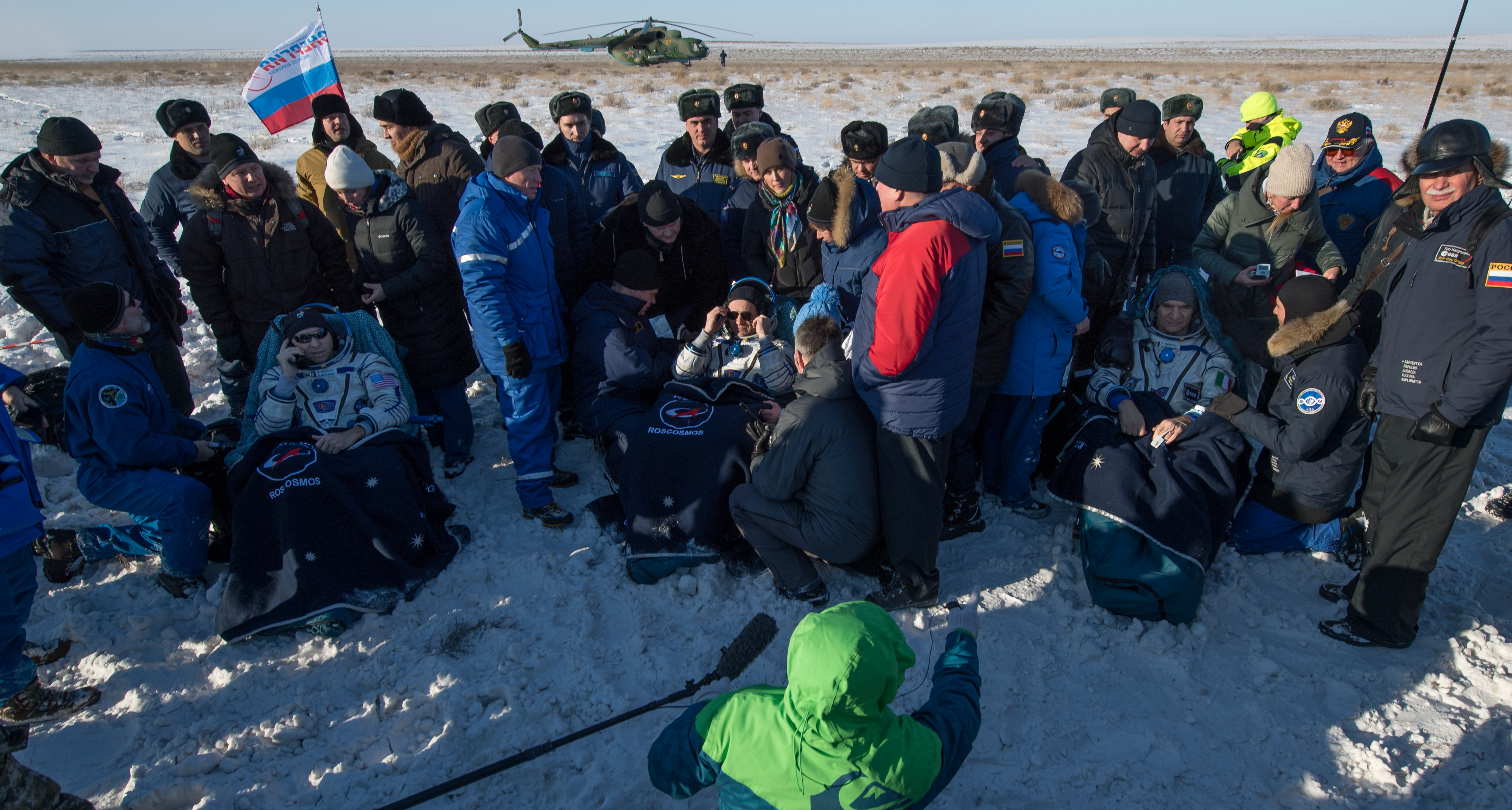
Die Crew mit den Helfern kurz nach der Landung